# Юрты (Нижегородская область)
Ю́рты — посёлок в Воротынском районе Нижегородской области. Входит в состав Огнёв-Майданского сельсовета.

## География
Посёлок находится на расстоянии 7 км от рабочего посёлка Воротынец, административного центра района. 

### Часовой пояс
Посёлок Юрты, как и вся Нижегородская область, находится в часовой зоне МСК (московское время). Смещение применяемого времени относительно UTC составляет +3:00.

## Население
| 2002 | 2010 |
| ---- | ---- |
| 2    | ↘0   |